# Коэн, Брэд
Брэд Коэн (англ. Brad Cohen; р. 18 декабря 1973 года, Сент-Луис, Миссури, США) — американский мотивационный оратор, учитель, школьный администратор и писатель, страдающий тяжёлой формой синдрома Туретта. Коэн описал свой опыт взросления с этим заболеванием в своей книге 2005 года «Перед классом: как синдром Туретта сделал меня учителем, которого у меня никогда не было», написанной в соавторстве с Лизой Высоцки. По книге в 2008 году был снят телефильм «Перед классом», вошедший в Зал славы Hallmark, а в 2018 году — индийский фильм «Хички» (Hichki).
В детстве Коэна обвиняли в том, что он был хулиганом в школе, и учителя наказывали его за тики и шум, вызванные синдромом Туретта. Он решил «стать учителем, которого у него никогда не было». После окончания колледжа и получения сертификата учителя ему отказали в работе 24 начальные школы, прежде чем он был принят на работу в начальную школу Маунтин-Вью в округе Кобб, штат Джорджия. Будучи новым учителем, он был назван лучшим учителем первого класса года в Джорджии.

## Ранние годы
Коэн родился 18 декабря 1973 года и вырос в Сент-Луисе, штат Миссури, в еврейской семье. Его родители развелись в раннем детстве. Коэн постоянно лаял и дёргался во время бодрствования, а также стучал коленом о внутреннюю сторону дверцы машины. Кто-то однажды спросил его мать, не думала ли она обратиться к экзорцисту. Его мать была сострадательной, но отец не понимал, почему сын делает то, что он делает, часто расстраивался и наказывал его за звуки или другие физические тики.
Врачи сначала сказали матери Коэна, что его тики были эмоциональной реакцией на развод родителей. Учителя не понимали Коэна; они считали его озорным из-за звуков (тиков), вызванных его синдромом Туретта. Его учитель в пятом классе заставил его выйти перед классом, чтобы извиниться за издаваемые им звуки и пообещать, что он больше никогда их не издаст. Он почувствовал себя униженным и решил стать тем учителем, которого у него никогда не было, сказав:

Я всегда чувствовал себя загнанным в угол ребёнком. Мне очень нужна была поддержка и принятие от учителя, но я их не получал. С тех пор я поняла, что хочу стать таким учителем — тем, кто будет поддерживать и принимать каждого ребёнка, и действительно будет рядом с ним»

Когда Коэну было 12 лет, его мать, основываясь на собственном исследовании, определила его поведение как синдром Туретта. Она отвела его на встречу группы поддержки для людей с синдромом Туретта, где Коэн заметил, что другие участники «казалось, смирились с жизнью, полной поражений», и «воодушевились на победу над этим расстройством».
В начале восьмого класса, после того как Коэн появился в шоу Салли Джесси Рафаэль, директор средней школы решил позволить Коэну рассказать школе о своём синдроме Туретта. Коэн продолжал рассказывать людям о синдроме Туретта, повышая его уверенность в себе и улучшая навыки говорения.
Коэн окончил среднюю школу Парквей-Сентрал в 1992 году и был президентом Совета Aleph Zadik Aleph в Сент-Луисе.

## Высшее образование и карьера
Коэн учился в Университете Брэдли в Пеории, штат Иллинойс, где специализировался на начальном образовании и был членом организации «Альфа Эпсилон Пи». В первую неделю учёбы его выгнали из местного ресторана быстрого питания, когда сотрудник решил, что он пьян, и пригрозил вызвать полицию, в то время как Коэн и его друзья пытались объяснить ему причины его вокальных тиков и синдрома Туретта. Через несколько часов однокурсники начали организовывать бойкот ресторана; менеджер позвонил Коэну и попросил его вернуться, чтобы он мог лично извиниться.
После окончания университета с отличием и множеством академических наград. Позже Коэн преподавал во втором классе в начальной школе Тритт в пригороде Атланты, прежде чем покинуть класс и стать школьным администратором. В 2009-2010 учебном году он был помощником администратора в начальных школах Маунтин-Вью и Чалкер С 2010 по 2022 год он занимал должность заместителя директора в начальной школе Эддисон  Since 2022, he had been the Assistant Principal at Bells Ferry Elementary School.. С 2022 года он был помощником директора начальной школы Беллс-Ферри

## Личная жизнь
В романтических отношениях Коэну повезло меньше: «Мы называли это синдромом второго свидания: я не мог продвинуться дальше первого». Коэн познакомился с Нэнси Лазарус из Чарльстона, штат Южная Каролина, через интернет-сервис знакомств; они поженились в июне 2006 года, у них двое детей.

## Достижения
Книга Коэна «Перед классом: как синдром Туретта сделал меня учителем, которого у меня никогда не было», написанная в соавторстве с Лизой Высоцки, была опубликована в 2005 году. В том году она получила премию Independent Publisher Book Award в номинации «Лучшая образовательная книга». По данным газеты Pittsburgh Post-Gazette, книга «стоит прочтения, поскольку она даёт представление о том, каково жить с синдромом Туретта — например, когда издаваемые Брэдом звуки мешали другим людям в ресторанах, спорт-барах, на полях для гольфа и в кинотеатрах, и когда Брэду удавалось добиться первого свидания с женщиной, но не второго».
Он продолжал выступать в качестве представителя этого заболевания, появившись на шоу Опры Уинфри 26 мая 2006 года. Он участвовал в социальной рекламе Национальной ассоциации синдрома Туретта и является вице-президентом Ассоциации синдрома Туретта в Джорджии. Он был председателем организации Relay for Life, тренером детской бейсбольной лиги, талисманом Главной лиги бейсбола, а также получил признание и несколько наград за волонтёрскую деятельность и участие в жизни общества.

## В культуре
Роль Брэда Коэна в фильме «Перед классом» сыграл Джеймс Уок. Сам фильм является экранизацией книги Коэна. 

## Brad Cohen Tourette Foundation
Брэд Коэн основал Brad Cohen Tourette Foundation, некоммерческую организацию, имеющую статус 501(c)(3), для финансирования детей с синдромом Туретта на посещение «лагерей и других общественных мероприятий».
Сыгравший роль Брэда Коэна актёр Джеймс Уок также является членом совета директоров фонда. Также работает волонтёром в «Camp Twitch and Shout» в Джорджии, лагере для детей от 7 до 17 лет, страдающих синдромом Туретта.